# Walter Roderer

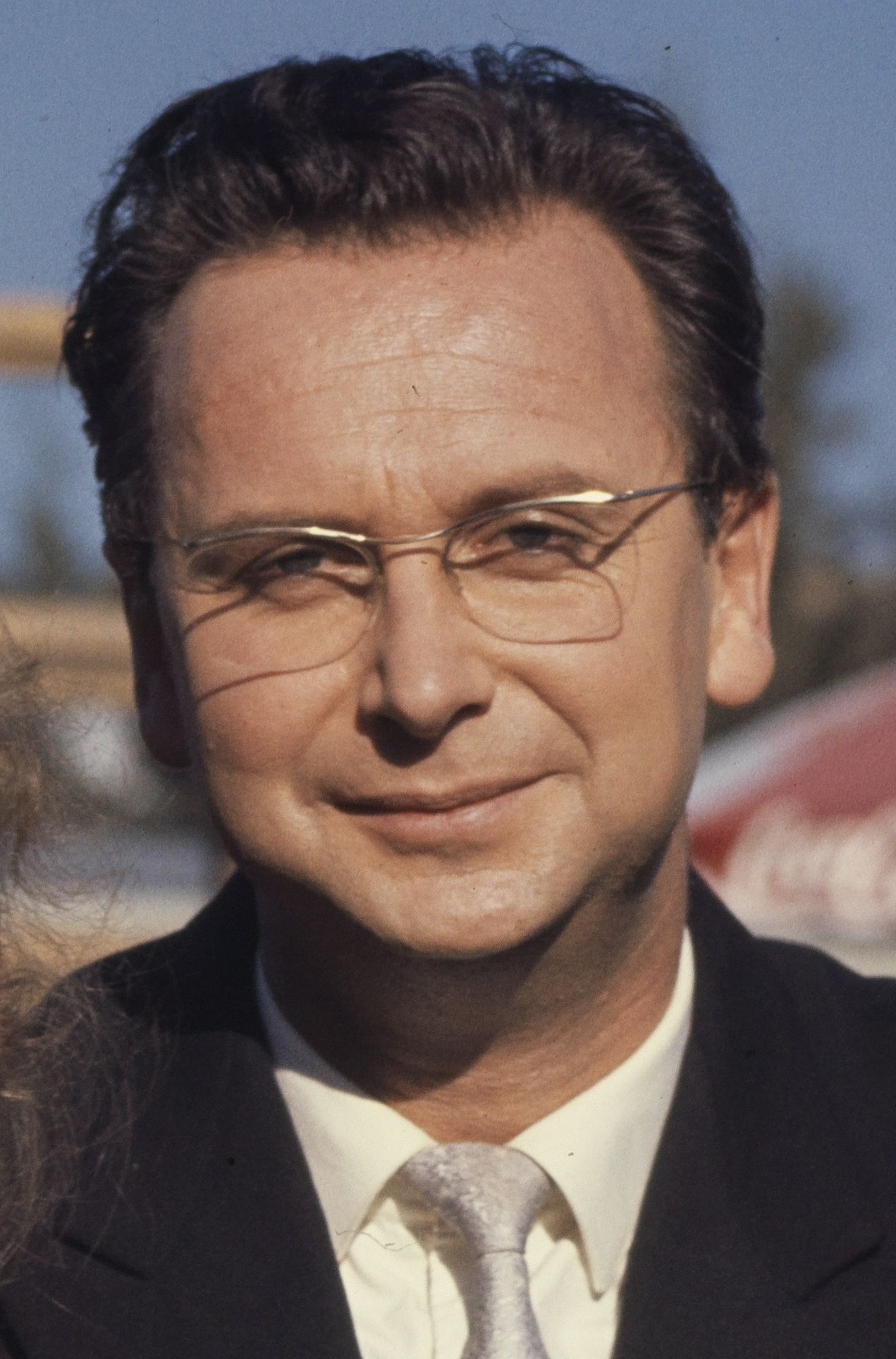
Walter Roderer (1962)

Walter «Rodi» Jakob Roderer (* 3. Juli 1920 in St. Gallen; † 8. Mai 2012 in Illnau; heimatberechtigt in Trogen und Zürich) war ein Schweizer Volksschauspieler, Kabarettist und Theaterunternehmer.

## Leben
Walter Roderer wurde als Sohn eines Textilkaufmanns geboren. Er lernte im Gymnasium Griechisch und Latein, da er Pfarrer werden wollte. Nach der Matura studierte er vier Semester lang Germanistik in Zürich, musste jedoch das Studium aus finanziellen Gründen aufgeben, als sein Vater arbeitslos wurde.

Die kleine Niederdorfoper 1956

Er übernahm für dreissig Franken pro Abend Nebenrollen am Zürcher Schauspielhaus und arbeitete daneben in der Fabrik und als Vertreter von Bohnerwachs. Nachdem er fürs Cabaret Fédéral entdeckt worden und in Schweizer Filmen wie Oberstadtgass mitgespielt hatte, gründete er 1957 ein eigenes Tourneetheater. Mit 1288 Aufführungen des Mustergatten stellte Roderer einen Theaterrekord auf. Sein Film Ein Schweizer namens Nötzli ist bis heute eine der kommerziell erfolgreichsten Schweizer Kinoproduktionen, der die Fortsetzung Der doppelte Nötzli folgte. In Deutschland wurde Roderer aufgrund seiner Mitwirkung in der Dudu-Filmreihe wahrgenommen.
Roderer verabschiedete sich 1993 von der Bühne. Zuvor hatte er in der Deutschschweizer Presse eine Anzeigenkampagne zum damals geplanten EWR-Beitritt der Schweiz geschaltet. Darin rief er seine Landsleute auf, bei der für Ende 1992 terminierten EWR-Volksabstimmung gegen den Beitritt zu stimmen. Roderers Argumentation trug ihm in rechtskonservativen Kreisen Beifall ein, diskreditierte ihn jedoch bei den Beitrittsbefürwortern.
1996 starb Roderers erste Ehefrau, die Ungarin Lenke Mekkey (* 1918). 1986, 2004 und 2007 erlitt Roderer mehrere Herzinfarkte. Am 29. Februar 2004 starb seine langjährige Bühnenpartnerin und zweite Ehefrau Ruth Jecklin (* 11. November 1934) an Krebs. Im Juli 2010 wurde bekannt, dass er im Januar 2005 seine sechzig Jahre jüngere Grossnichte Anina geheiratet hat, um damit ihre Zukunft finanziell absichern zu können.
Roderer erhielt 1983 und 1988 den Prix Walo als Publikumsliebling, 2007 den Ehren-Prix Walo 2006 für sein Lebenswerk sowie 2010 bei der Verleihung des Schweizer Fernsehpreises den Lifetime Award für sein Lebenswerk.
Roderer lebte in Illnau, wo der Walter Roderer-Weg nach ihm benannt wurde. Er verstarb 91-jährig in seinem Haus.

## Theater
- Der verkaufte Grossvater (1982)
- Der Mustergatte (1984)
- Buchhalter Nötzli (1985)

## Filmografie

### Kinofilme
- 1953: Zwiespalt des Herzens (Die Venus vom Tivoli)
- 1956: In allen Gassen wohnt das Glück (Oberstadtgass)
- 1957: Die Angst vor der Gewalt (Der 10. Mai)
- 1959: Der Mustergatte
- 1959: Hast noch der Söhne ja…?
- 1960: Der Herr mit der schwarzen Melone
- 1962: Der 42. Himmel
- 1963: Ferien vom Ich
- 1965: Diamantenbillard (Un milliard dans un billard)
- 1966: Der Würger vom Tower
- 1973: Ein Käfer auf Extratour
- 1975: Das verrückteste Auto der Welt
- 1988: Ein Schweizer namens Nötzli
- 1990: Der doppelte Nötzli

### Fernsehen
- 1958: Der Mustergatte
- 1961: Charleys Tante
- 1968: Zimmer 13 – Geschichten aus einem Hotel
- 1971: Professor Sound und die Pille
- 1971: Das sexte Programm
- 1974: Im Auftrag von Madame
- 1979: Der Lückenbüsser
- 1982: Der verkaufte Grossvater
- 1985: Der Mustergatte
- 1991: Calafati Joe – Der Typ vom Prater

## Hörspiele
- 1958: Abendstunde im Spätherbst

## Lieder und Sketche
- En Saudiarabische Schlittehund
- Fackelumzug mit Hansjörg Bahl
- Fundbüro
- DJ Antoine feat. MISH – One Day, One Night

## Werke
- Sie müend mi verstoh …, … gelled Sie! Erinnerungen eines ernsthaften Humoristen. Reinhardt, Basel 1987, ISBN 3-7245-0605-8. (Autobiografie)

## Video / Audio
- Blick zurück auf Roderers Karriere. Video in: Schweizer Fernsehen vom 3. Juli 2010 (14 Minuten)
- Ausschnitte zum 90. Geburtstag. Video in: Schweizer Fernsehen, Sendung SommerLacher vom 4. Juli 2010 (31 Minuten)
- Sendung Doppelpunkt. Roger Schawinski im Gespräch mit Walter Roderer. In: Radio 1 vom 22. Januar 2012 (MP3; 53,6 MB, Archiv)
- Hanspeter Bäni: Nötzlis Abgang – Walter Roderers letzte Monate. Reportage in: Schweizer Fernsehen, Reporter vom 13. Mai 2012 (23 Minuten)
- Sketch Bassgeige (12 Minuten)
- Ade Buchhalter Nötzli. In: 10vor10 vom 9. Mai 2012 (3 Minuten)